# Zdenka Nedvědová-Nejedlá
Zdenka Nedvědová-Nejedlá (provdaná Nedvědová, posléze Kojzarová, 20. srpna 1908 Praha – 16. června 1998) byla česká lékařka, komunistka a feministka, členka československého protinacistického odboje, a následně politická vězeňkyně a příslušnice zdravotnického personálu v koncentračních táborech Terezín, Osvětim a Ravensbrück. Byla dcerou hudebního teoretika a komunistického politika Zdeňka Nejedlého a manželka v Osvětimi zemřelého lékaře Miloše Nedvěda.

## Život

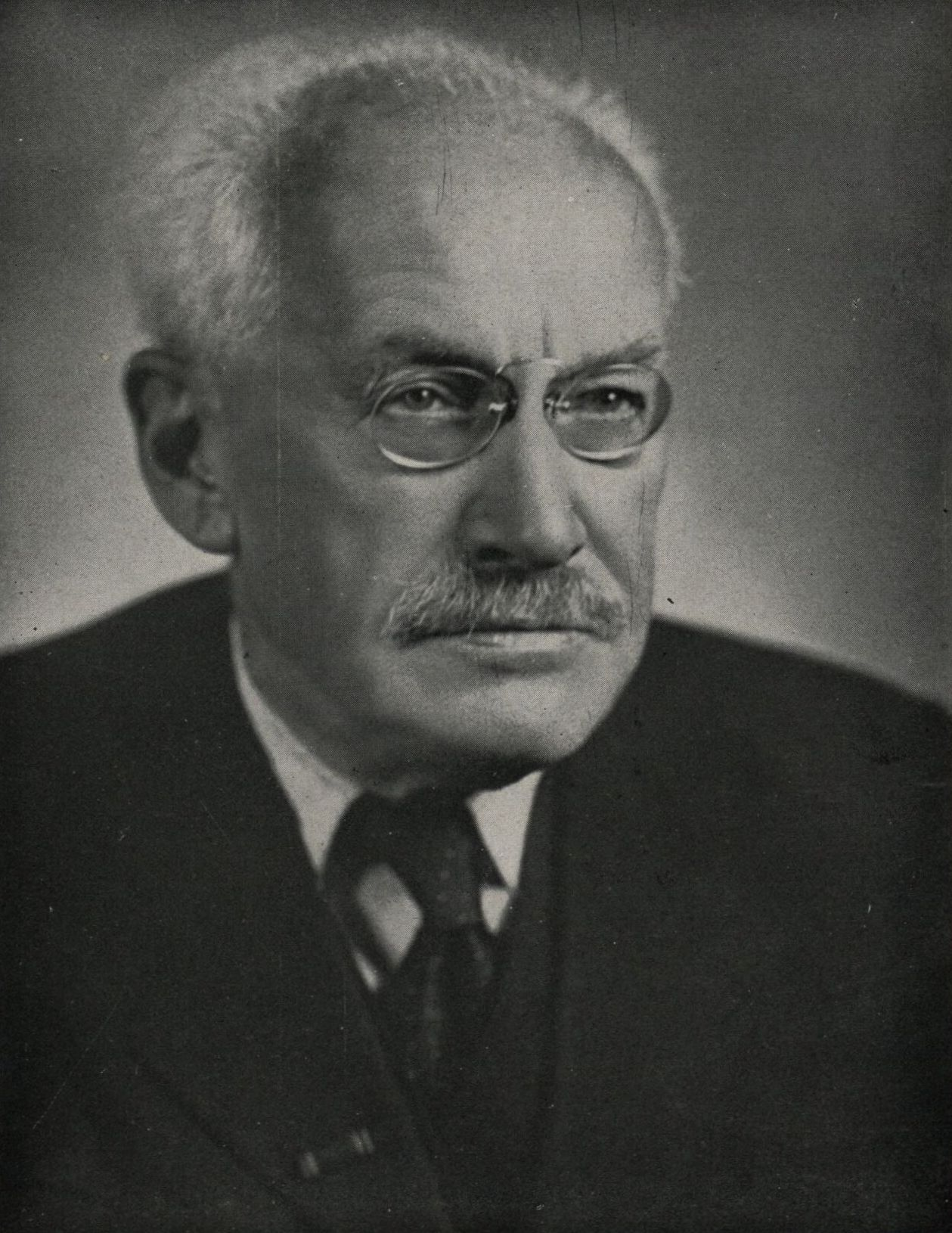
Otec Zdeněk Nejedlý v roce 1927

### Mládí
Narodila se v Praze do rodiny hudebního kritika a teoretika Zdeňka Nejedlého a jeho manželky Marie, rozené Brichtové, Jejím bratrem byl pozdější hudební skladatel Vít Nejedlý. Po střední škole vystudovala Lékařskou fakultu Univerzity Karlovy v Praze a získala titul MUDr. Provdala se za lékaře MUDr. Miloše Nedvěda, svého spolužáka z ročníku. I vlivem otce a jeho okolí byla Zdenka levicově smýšlející, spolu s manželem a širší rodinou byli členy Komunistické strany Československa a angažovali se ve stranických aktivitách. Společně počali dceru Hanu.

### Okupace Československa
Po obsazení tzv. Druhé republiky armádou nacistického Německa, vzniku Protektorátu Čechy a Morava a vypuknutí druhé světové války začala rodina Nedvědova pociťovat politické perzekuce a zároveň byla v kontaktu s lidmi z formujícího se druhého československého odboje, do kterého se záhy aktivně zapojila. V dubnu 1942 byl však Miloš zatčen gestapem a o několik dnů později i Zdenka. Oba byli odsouzeni za odbojovou činnost a odesláni do Malé pevnosti v koncentračním táboře Terezín. Dcera Hana byla svěřena k výchově příbuzným.
Ačkoli byli Nedvědovi internováni každý v jiné části tábora, díky jejich lékařské kvalifikaci byli oba zapojeni do provozu terezínské nemocnice, kde měli možnost se na několik okamžiků dorozumět přes pootevřené dveře mezi odděleními. Následně byli oba v lednu 1943 deportováni do koncentračního tábora Osvětim-Březinka, kde se po opětovném nasazení v lazaretu (rovněž odděleně) potýkali s podstatně horšími podmínkami a případy. Zde se oba nakazili skvrnitým tyfem, této nemoci zde Miloš Nedvěd podlehl. Zdenka nákazu přežila a o jeho smrti se dozvěděla až s měsíčním zpožděním.

### Koncentrační tábor Ravensbrück
Ve druhé polovině roku 1943 byla pak s dalšími politickými vězeňkyněmi, včetně řady československých komunistek, deportována do ženského tábora Ravensbrück v Braniborsku. I zde nastoupila Nedvědová-Nejedlá jako lékařka do místní nemocnice. Spolu s ní byly v táboře vězněny například Nina Jirsíková či zde zahynulá Milena Jesenská.
Na jaře 1945 byl vydán rozkaz k evakuaci před postupující Rudou armádou a z tábora vypraven tzv. pochod smrti. Nedvědová-Nejedlá byla ponechána v táborové nemocnici s nemocnými ženami, které pochod nemohly absolvovat. Nemocnici několik dnů až do osvobození tábora sovětskou armádou 30. dubna 1945 vedla. Dozvěděla se pak též o úmrtí svého bratra Víta, který zemřel 2. ledna 1945 na břišní tyfus jako velitel Hudební čety 1. československé samostatné brigády.

### Po roce 1945

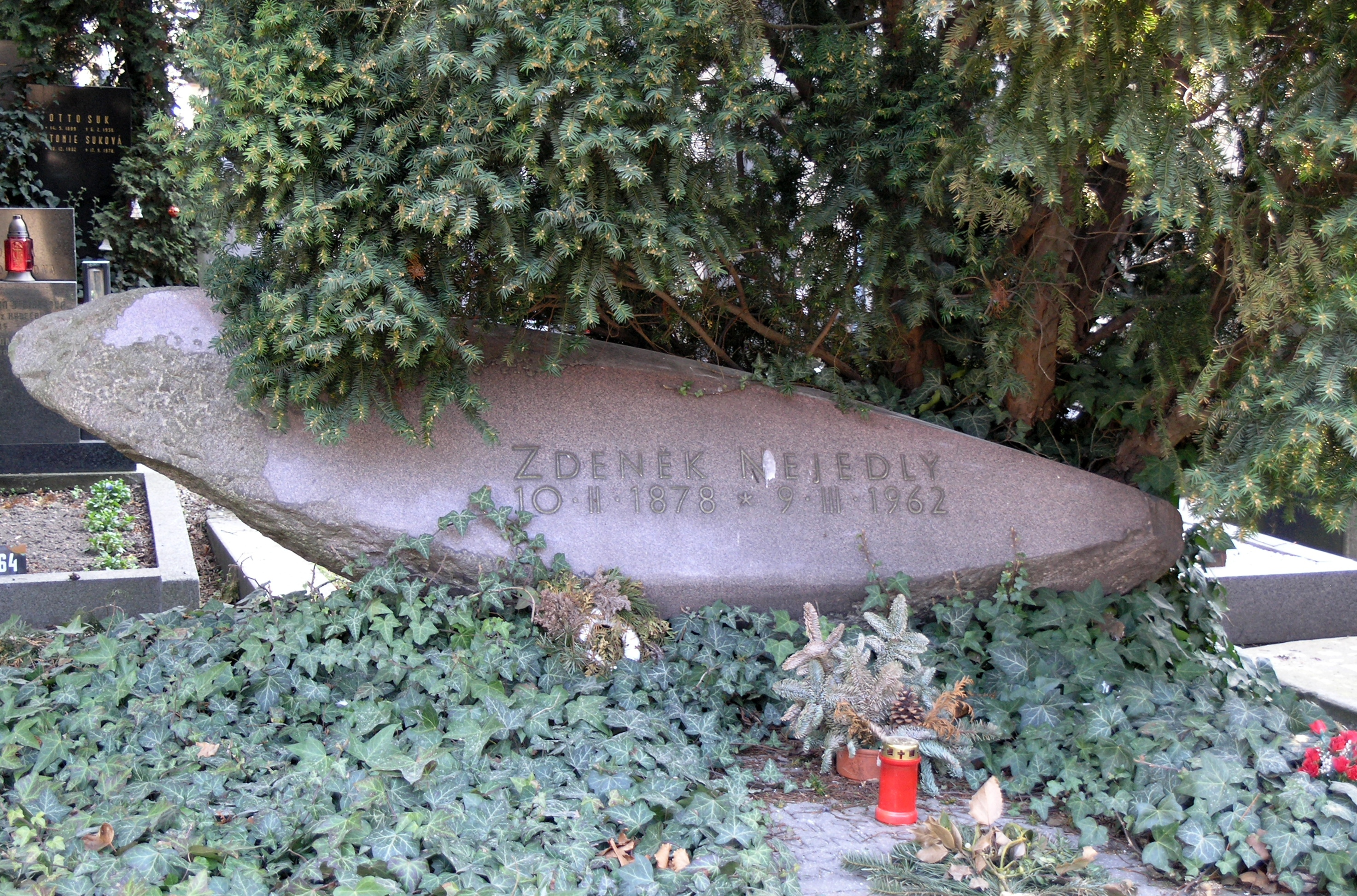
Hrob rodiny Zdeňka Nejedlého na Vyšehradském hřbitově

Po osvobození Československa v květnu 1945 se vrátila do Prahy. Nastoupila jako lékařka Ústavu pro péči o matku a dítě v pražském Podolí, kde pracovala až do svého odchodu do důchodu roku 1964.
Jako svědkyně vystupovala v rámci soudního procesu s dozorci z Ravensbrücku vedeného britskou vojenskou justicí, jež řadu z těchto osob odsoudila za válečné zločiny a zločiny proti lidskosti.
Její otec Zdeněk Nejedlý v letech 1945–1946 a po únoru 1948 v letech 1948–1953 zastával post československého ministra školství a stal se prominentní postavou ustanoveného komunistického režimu v Československu, stejně jako představitelem konzervativního stranického proudu. Nedvědová-Nejedlá se pak v 60. letech připojila k domácímu reformnímu komunistickému proudu, který vedl k začátku procesu tzv. Pražského jara. Po jeho násilném ukončení invazí vojsk Varšavské smlouvy do Československa 21. srpna 1968 pak Nedvědová vpád cizích vojsk veřejně zkritizovala a stranu opustila.
| „ | Celá naše rodina přinesla ideím komunismu, představovaným Sovětským svazem, největší oběti. Dnes musím s hrůzou chránit své děti a vnuky před násilnostmi okupantů. Okupanti, odejděte! Nás, potomky husitů, na kolena nesrazíte! | “ |
| — veřejné vyjádření Zdenky Nedvědové-Nejedlé z 25. srpna 1968 po zahájení okupace Československa vojsky Varšavské smlouvy | |   |

### Úmrtí
Zdenka Nedvědová-Nejedlá zemřela 16. června 1998, nejspíše v Praze, ve věku 89 let. Pohřbena byla do rodinné hrobky Nejedlých na Vyšehradském hřbitově.

### Rodinný život
Krátce po ukončení studia se provdala za lékaře Miloše Nedvěda (1908–1943), který zahynul během věznění v Osvětimi. Z manželství vzešla dcera Hana, která se později také stala lékařkou.
Podruhé se provdala roku 1953 za novináře a překladatele Jaroslava Kojzara (1917–1982), mj. přispěvatele Rudého práva, který po smrti Zdeňka Nejedlého uspořádal jeho pozůstalost. Manželství bylo bezdětné.